# Qui timet paupertatem, quam timendus est
Qui timet paupertatem, quam timendus est (o Timet qui ecc.) è una locuzione latina la cui traduzione letterale è: Quanto deve essere temuto, chi teme la povertà.
Si tratta di un aforisma dell'autore latino Publilio Siro, vissuto nel I secolo a.C.
Il motto mette in guardia dai pericoli derivanti da coloro che versano in uno stato di indigenza che può portare alla disperazione. Il concetto può essere riferito - anche se in senso lato - alle concezioni del moderno movimento no-global.